# Qinghe
Qinghe (en chino, 清河; pinyin, Qīnghé, léase Ching-Jə) es un distrito urbano bajo la administración directa de la Prefectura Tieling  en la Provincia de Liaoning, República Popular China.  Su área es de 480 km² y su población total para 2010 superó los 89 mil habitantes. 

## Administración
Desde julio de 2023, el  Distrito Qinghe  se divide en 5 pueblos que se administran en 2 subdistritos, 2  poblados y 1 villa étnica.